# Rodrigo Aguilar Martínez
Mons. Rodrigo Aguilar Martínez (* 5. března 1952, Valle de Santiago) je mexický římskokatolický duchovní a biskup diecéze San Cristóbal de las Casas.

## Život
Narodil se 5. března 1952 ve Valle de Santiago v mexickém státu Guanajuato.
Vstoupil do kněžského semináře v Morelii. Dne 25. července 1975 jej arcibiskup Estanislao Alcaraz a Figueroa vysvětil na kněze. Poté odešel do Říma, kde na Papežské salesiánské univerzitě studoval pedagogiku.
Byl sekretáře arcibiskupa Morelie, profesorem semináře, rektorem Svatyně svatého Josefa a spirituál semináře.
Dne 28. května 1997 jej papež Jan Pavel II. jmenoval biskupem diecéze Matehuala. Dne 31. července 1997 byl vysvěcen na biskupa. Světiteli byli arcibiskup Justo Mullor García, arcibiskup Alberto Suárez Inda a arcibiskup Arturo Antonio Szymanski Ramírez.
Dne 28. ledna 2006 byl ustanoven biskupem Tehuacánu a 3. listopadu 2017 biskupem diecéze San Cristóbal de las Casas.
Dne 27. listopadu 2023 byl jmenován apoštolským administrátorem arcidiecéze Tuxtla Gutiérrez.